# セントピーターズバーグ・タイムズ (ロシア)
セントピーターズバーグ・タイムズ (The St. Petersburg Times) はロシア連邦サンクトペテルブルクで発行されていた英語の新聞。

## 沿革
- 1993年5月 - 発行開始
- 2014年12月24日 - 発行停止[1]